# روش دیفرانسیلی وانت هوف
روش دیفرانسیلی وانت هوف یکی از روش‌های تعیین مرتبه واکنش است. برای بررسی سینتیک مواد و در واکنش‌ها پیچیده، مرتبه واکنش برابر با مجموع ضرایب واکنش دهنده‌ها نیست و برای محاسبه آن باید از روش‌های متفاوتی استفاده کرد.
روش دیفرانسیلی وانت هوف درواقع از طریق اندازه‌گیری شیب نمودار غلظت زمان به‌دست می‌آید. این کار در غلظت‌های C مختلف از یک واکنش دهنده انجام می‌شود و اگر واکنش دهنده دارای مرتبه n نسبت به آن ماده اولیه باشد، در این صورت:

V=-dc/dt=KCn

اگر از طرفین لگاریتم بگیریم در این صورت:

Ln(V)=LnK+nLnC
اگر نرخ واکنش V را برای مقادیر مختلف غلظت مواد واکنش دهنده داشته باشیم، در این صورت با رسم نمودار تغییرات LnV بر حسب LnC خط راستی به‌دست می آید که شیب خط(n) درجه واکنش را نسبت به ترکیباتی که غلظت آنها تغییر کرده‌است، تعیین می‌کند.
برای محاسبه سرعت واکنشها در غلظت‌های مختلف مواد اولیه دو روش وجود دارد:

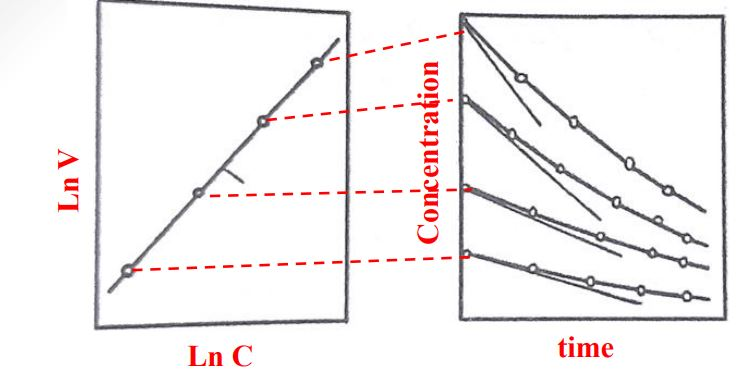

1. نمودارهایی از غلظتهای مختلف بر اساس زمان رسم می‌شود که به کمک آنها می‌توان شیب یا همان سرعت را به ازای هرکدام از غلظتهای اولیه مختلف به‌دست آورد. با رسم LnV بر حسب LnC می‌توان مرتبه واکنش را محاسبه کرد.
2. در این روش در یک غلظت مشخص، منحنی تغییرات غلظت بر اساس زمان رسم می‌شود و در زمان‌های مختلف، شیب نمودار به‌دست می‌آید و مجدداً نمودار LnV بر حسب LnC رسم می‌شود.

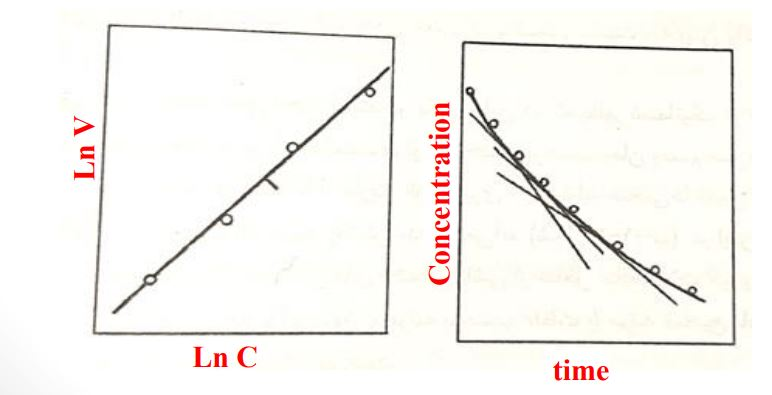